# Muhacir

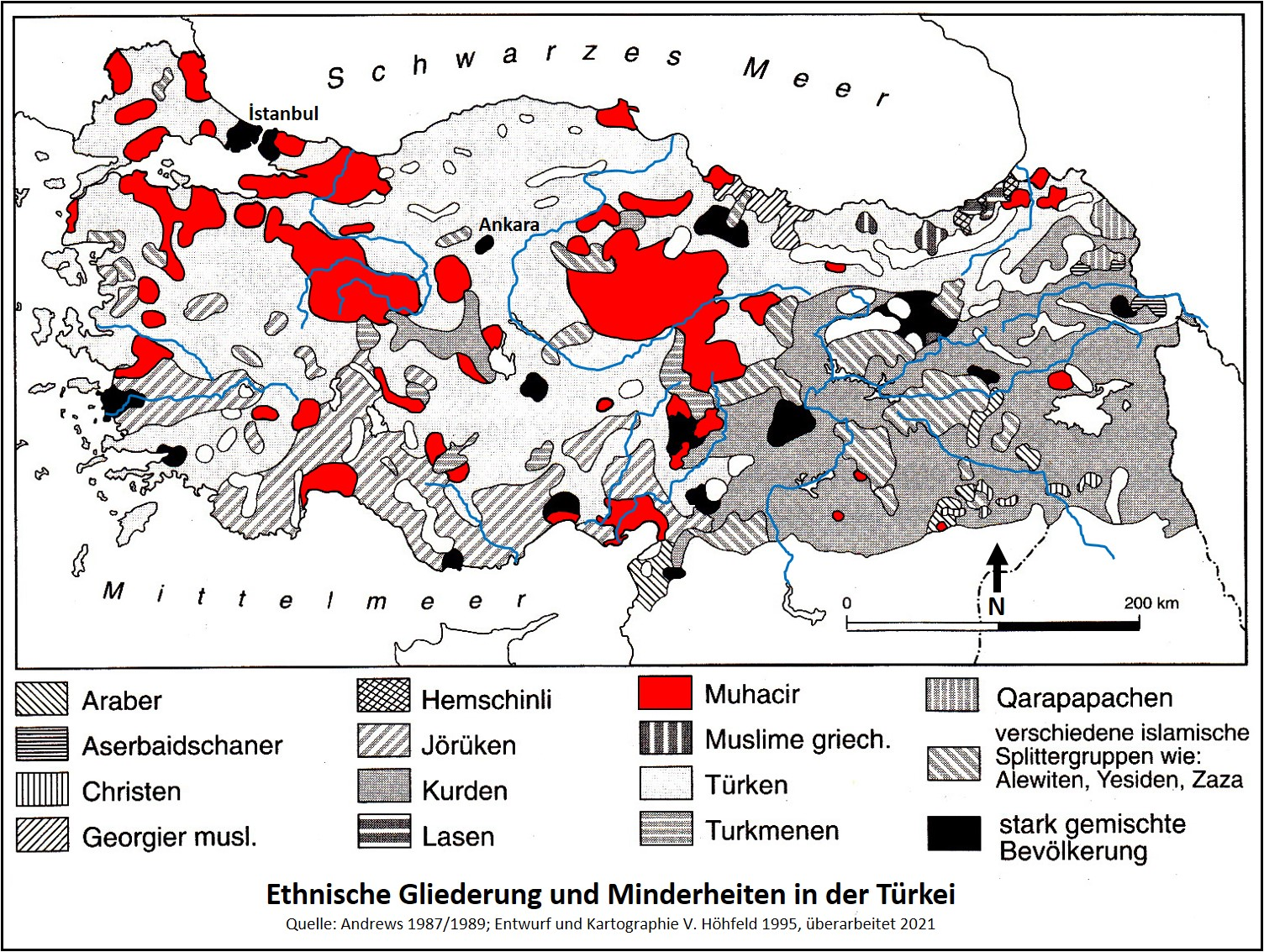
Die Abbildung zeigt die Haupt-Siedlungsgebiete der Muhacir (in Rot) und die der wichtigsten Minderheiten in der Türkei 1989.

Ursprünglich war der Begriff „Muhạdschir“ die Bezeichnung für einen Begleiter des islamischen Religionsstifters und Propheten Mohammed auf der Flucht 622 n. Chr. von Mekka nach Medina. Im vorliegenden Artikel behandelt der Begriff des Muhacir [osmanisch مهاجر, später auch türkisch als „Göçmen“ oder „mübâdil“ (Austauschheimkehrer) bezeichnet] oder Macırlar die Millionen von muslimischen Flüchtlingen, Rückwanderern, Vertriebenen und Umsiedlern aus dem europäischen Teil des Osmanischen Reichs, vor allem vom Balkan, aber auch aus Russland (z. B. von der Krim), aus dem Kaukasus und anderen Regionen des Osmanischen Reiches, die mit dessen Niedergang und Zerfall sukzessive seit dem 18. Jahrhundert in Anatolien angesiedelt wurden. Vor allem die Einwanderer, die erst nach 1951 in die Türkei kamen, werden als Göçmen bezeichnet. Die Begriffe Muhacir und Göçmen unterscheiden sich nur sprachlich, nicht sachlich. Göçmen ist das türkische Wort, Muhacir der früher gebräuchliche arabische Ausdruck. Beide Wörter bezeichnen Flüchtlinge. Unterschiede gab es nur bei der Ansiedlung. Während den ersten Einwanderern vom Staat in der Regel nur Wohn- und Ackerplätze zugewiesen wurden, hat man den Göçmen darüber hinaus auch neue Siedlungen errichtet.

## Hintergründe des Muhacirlik
Mit dem Verfall der osmanischen Herrschaft war den orthodoxen Muslimen in den verlorenen Reichsgebieten nur die Alternative der Emigration ins muslimische Mutterland geblieben, wenn sie nicht jener Vorschrift islamischen Rechts zuwiderhandeln wollten, dass der gläubige Muslim das Land zu verlassen habe, wenn dieses unter die Herrschaft der Ungläubigen fällt. Die Flüchtlingsströme zeigten, was Herkunft und Ethnie betraf, ein ausgesprochen buntes Muster. Dass ein großer Teil der Flüchtlinge keine Türken, sondern Nachkommen islamisierter Bosniaken, Mazedonier, Bulgaren oder Griechen waren und ihre Umgangssprache vielfach nicht türkisch war, spielte dabei keine Rolle. Gemeinsam war ihnen nur die islamische Religion. Entscheidend war das Bekenntnis zum Islam und damit zum Osmanischen Reich als Vormacht des Islam und Sitz des Kalifen. Es trat in den meisten Fällen an die Stelle der fehlenden Nationalität, verband die Flüchtlinge untereinander und zumeist auch mit den einheimischen Türken. Den Höhepunkt dieser Auslegung bildete der im Vertrag von Lausanne von 1923 festgelegte Bevölkerungsaustausch zwischen Griechenland und der Türkei, der allein auf das Kriterium der Religion (Muslime gegen Orthodoxe) gegründet war, so dass z. B. eine Gruppe christlich-orthodoxer Araber aus Kilikien nach Griechenland ausgesiedelt wurde, und es bedurfte damals langer Verhandlungen vor der Gemischten Kommission, um die Massen-Deportation muslimischer Albaner von griechischem Territorium oder orthodoxer Bulgaren oder Jugoslawen von türkischem Territorium zu verhindern.
Auf diesem Hintergrund ist mindestens seit über zwei Jahrhunderten (ab 1783) der Lebensweg beträchtlicher Teile der türkischen Bevölkerung gekennzeichnet von Mobilität, an der oft schon der Großvater beteiligt war. Umgangssprachliche Begriffe, wie „Muhacirlik“ (Rücksiedlung), „Gurbetçilik“ („weg von daheim“: Pendelmigration), „Göçmenlik“ („unterwegs sein“: Binnenmigration) oder „Almancılık“ (Alman = Deutscher: Synonym für Arbeitsmigration nach Europa) verdeutlichen, dass Wanderungsvorgänge verschiedenster Art in der Türkei üblich und auch den Menschen dort bewusst sind. Dabei war das „Muhacirlik“ seit 1783 bis in die Mitte des 20. Jahrhunderts in erster Linie eine Rück- und Umsiedlung als Reaktion auf politische Zwänge und Auseinandersetzungen mit Nachbarstaaten der Türkei bzw. des Osmanischen Reiches.
Es war aber zugleich ein Element, das besonders seit 1878 die Besiedlung Kleinasiens entscheidend vorantreiben sollte, als türkische und muslimische Flüchtlinge den Balkan verließen und nach Anatolien zurückströmten: die Muhacir. Die früheste Emigrantenwelle kam allerdings von der Krim, wo die Annexion von 1783 durch Russland eine auf 1,5 Mio. Menschen geschätzte tatarische Bevölkerung unter russische Herrschaft brachte. Das russische Vorrücken in die muslimischen Gebiete der Krim, des Kaukasus und Zentralasiens rief einen Bevölkerungsstrom hervor, der kaum geringer war als jene späteren vom Balkan. So folgte seit dem Ende des 18. Jahrhunderts eine Flüchtlingswelle auf die andere. Dass es heute so viele verschiedene ethnische Gruppierungen auf dem Gebiet der Türkei gibt, ist letztendlich das Erbe des „übernationalen“ Osmanischen Reiches, das Ergebnis eines jahrhundertelangen und vielschichtigen Überlagerungs-, Durchmischungs- und Assimilierungsprozesses. Gerade im Laufe des Niedergangs des Osmanenreiches seit dem 17. Jahrhundert sammelten sich zu den alt eingesessenen unterschiedlichen Stämmen turkmenischer und mongolischer Abstammung, zu den Kurden, Arabern, Armeniern, Griechen und Juden im anatolischen Mutterland weitere Volksgruppen (u. a. auch Äthiopier schwarzer Hautfarbe) als Rückwanderer (Muhacir) aus den verlorenen Reichsgebieten.
Inwieweit man andere (sprachliche, ethnische) Minoritäten, die sich in der nördlichen türkischen Schwarzmeer-Region erhalten haben, zu den Muhacir rechnen sollte, ist sicherlich eine Diskussion wert. Von ihnen, den Grusinern, Hemşinlis und Lazen, die irrtümlicherweise von den meisten Türken generell als Lazen bezeichnet werden, weil sie ein gemeinsames Siedlungsgebiet zwischen Rize und Artvin besetzen, sind die Hemşinli vermutlich im 15. Jahrhundert zum Islam konvertierte Teile einer altansässigen Bevölkerung armenischen Ursprungs. Die Grusiner dagegen, die bis nach Şavşat verbreitet sind und zudem weitere Siedlungsgebiete um Ordu, Giresun und Ünye sowie im Westpontus (Samanlıdağ, Adapazarı-Ova, Akçakoca-Bergland) und südlichen Marmarabereich (İnegöl und Manyas) haben, gehören, wie die Lazen, zur kaukasischen Sprachgruppe. Während die Lazen als autochthone Gruppe angesehen werden müssen, sind die meisten Grusiner muslimische Zuwanderer aus dem Kaukasus (christliches Georgien), die nach dem russisch-türkischen Krieg (1877/78) hierher flüchteten.
Dass bei diesen Fluchtprozessen nicht immer nur das Motiv der Religion die entscheidende Rolle spielte, zeigte die noch recht junge Flüchtlingswelle aus Bulgarien nach Thrakien als Reaktion auf politische Repressalien gegen die in Bulgarien lebenden türkischen Bevölkerungsteile. Darüber hinaus ist die Türkei seit 1980 auch Aufnahmeland für (Kriegs-)Flüchtlinge aus dem Irak, aus Iran und Afghanistan, deren Zahl auf 1,5 bis 2 Millionen Menschen geschätzt wird, und seit dem allerjüngsten Bürgerkrieg in Syrien auch solche aus dem syrischen Raum, die bislang allerdings nicht zu den Muhacir gezählt werden.

## Die wichtigsten Flüchtlingswellen und die Herkunft der Muhacir
Als Russland im 18. Jahrhundert die Schutzherrschaft über die unter türkischer Herrschaft lebenden Christen beanspruchte, kamen zwischen 1782 und 1790 die ersten 300.000 muslimischen Flüchtlinge von der Krim ins anatolische Mutterland. Unter Katharina II. hatten russische Verbände die von etwa 1,5 Millionen muslimischen Krimtataren bewohnten Gebiete annektiert. 70.000 russische Kolonisten waren dort im gleichen Zug angesiedelt worden. Darauf folgte ein ununterbrochener Exodus während des ganzen 19. Jahrhunderts: Eine zweite Welle zwang im Zusammenhang mit den kriegerischen Auseinandersetzungen von 1812 und 1828 etwa 200.000 Personen zur Flucht. 1814 lebten nur noch etwa 238.000 Tataren im Lande, vor allem im gebirgigen Teil der Krim und auf ihrem Südabfall. Dagegen wurde die Steppe im Norden praktisch ganz aufgegeben. Eine dritte Welle folgte nach dem verlorenen Krimkrieg (225.000 Flüchtlinge) und die letzte mit nochmals etwa 60.000 Flüchtlingen zwischen 1890 und 1892. Ähnliches gilt für die Tscherkessen und andere Kaukasier, die sich besonders gegen Ende des Kaukasuskrieges 1817–64, zum kleineren Teil auch später, von der Schwarzmeerküste aus zwischen Sinop und Samsun in einem tief nach Süden bis Maraş reichenden Keil quer durchs Land ansiedelten und weitere Schwerpunkte auf der nordöstliche Biga-Halbinsel sowie in der Çukurova bilden. Die Eroberung des Kaukasus und Turkmenistans durch die Russen (1859–1864 bzw. 1864–1868) trieb dann 100.000 Nogai-Tataren aus westkaspischen Steppen Kaukasiens und 400.000 bis 500.000 Tscherkessen islamischen Glaubens und kaukasischer Sprache nach Anatolien. Tscherkessen ließen sich außerdem in großer Zahl in den nördlichen und westlichen Teilen des Fruchtbaren Halbmonds bis in die Dschazira und das mittlere Euphrattal nieder. Sie haben dort in bemerkenswerter Weise die Pioniergrenze der Sesshaftigkeit in den Randsteppen der Syrischen Wüste vorangetrieben und bilden noch heute größere Minderheiten in Syrien und Jordanien. Eine weitere Gruppe, sibirische Tataren aus der Provinz Tomsk, ließ sich noch 1908 in der zentralanatolischen Steppe nordöstlich des Akşehir Gölü in Zentral-Anatolien nieder.
Gleichzeitig markierten größere vom Balkan kommende Flüchtlingsströme die Phasen des osmanischen Rückzugs aus Südost-Europa. Die Expansion Griechenlands (1881, 1898) auf Kosten des Osmanischen Reiches und die nationale Verselbständigung Serbiens, Rumäniens und Bulgariens auf dem Balkan lösten die Flucht der türkischen und islamisierten Balkanbewohner aus. Mehrere 100.000 Flüchtlinge verließen nach dem Niedergang der türkischen Herrschaft, besonders nach dem Berliner Frieden (1878), den Balkan. Nach dem Verlust von Kreta 1900 waren es wohl nochmals mehrere 10.000 Flüchtlinge. 1878 hatte man die Zahl der Mohammedaner auf dem Balkan auf etwa 3,5 Millionen geschätzt. Nach dem Balkankrieg dürften es nur noch 2 Millionen gewesen sein. Damals war es zu einem ersten offiziellen Bevölkerungsaustausch zwischen Türken und Bulgaren gekommen (1913: ca. 50.000 auf beiden Seiten). Danach folgten 1923 aufgrund einer zweiten derartige Vereinbarung zwischen der Türkei und Griechenland weitere Umsiedlungswellen: Die Rückwanderung von 1921 bis 1928, die erste, über die wir genauer unterrichtet sind, vertrieb etwa 400.000 von griechischem Territorium. Bis 1934 verließen über eine Million Griechen die Türkei, und 375.000 Türken emigrierten nach Anatolien. Auch in Friedenszeiten riss diese Bewegung nicht mehr ab. So wurde noch 1936 bei Antalya ein Dorf von Zyprioten errichtet.
Nach der Eroberung Zyperns 1571 durch die Osmanen hatte ein großer Teil der indigenen griechisch-zypriotischen Bevölkerung zum Islam konvertiert. Gleichzeitig war dort Land türkischen Siedlern zugeteilt worden, deren Zustrom sich zeitweise bis zum Ende der osmanischen Zeit fortsetzte. Insgesamt mindestens etwa 300.000 Flüchtlinge verließen die Insel Richtung Anatolien, nachdem das Osmanische Reich die Kontrolle über Zypern 1878 bzw. 1923 (Vertrag von Lausanne) an das Britische Empire übertragen hatte und auch später während des Zweiten Weltkrieges sowie im Zusammenhang mit dem Zypernkonflikt in den 1960er und 1970er Jahren. Der letzte große Exodus aus dem früher rumänischen Teil der Dobrudscha und um Varna begann mit einer spontanen Emigration sehr zahlreicher bulgarischer Türken, die durch die Konvention von 1925 geregelt wurde und jährlich stets mehrere tausend Menschen zählte. 1950/51 wurde sie durch einen bulgarischen Beschluss sogar gewaltsam beschleunigt: Insgesamt fast ein Viertel (155.000) dieser als kaum assimilierbar angesehenen und auf 700.000 geschätzten Minderheit wurden bis zur endgültigen Schließung der Grenze im Jahre 1951 vertrieben. Selbst die Kasachen aus chinesisch Turkestan fanden nach ihrem Exodus 1951 als „türkische Muslime“ in der Türkei Aufnahme. Insgesamt strömten lt. Cevat Eren nach 1923 über 2 Millionen Menschen als Rücksiedler ins Mutterland Anatolien. Xavier de Planhol schätzt die Gesamtzahl der türkischen Muhacir auf über 3 Millionen Menschen. Und er konstatiert, dass viele der Betroffenen nach einer vorübergehenden Ansiedlung in anderen Reichsteilen außerhalb des Kernlandes Anatolien erneut aus ihrer neuen Heimat vertrieben wurden.
Hakan Asan bemerkt dazu, dass es durch die Zuwanderung zwischen 1860 und 1914 zu Veränderungen der Sprach-, Religions- und ethnischen Struktur der anatolischen Bevölkerung kam und die Änderung der Bevölkerungsrate zu politischen, militärischen und soziokulturellen Veränderungen führte. Während in den 1820er Jahren 60 % der Bevölkerung aus Muslimen bestand, erreichte dieser Anteil durch die Zuwanderung in den 1890er Jahren 80 %. Gleichzeitig wuchs zwischen 1850 und 1882 aufgrund der Einwanderung die anatolische Bevölkerung (nicht die des Osmanischen Reiches !) um 42 %. Im folgenden Zeitraum stieg das Verhältnis noch weiter an. Andererseits verringerte sich die Bevölkerung des Osmanischen Reiches von 1844 bis 1914 aufgrund des verlorenen Landes von etwa 35 Millionen auf etwa 18 Millionen.

## Ansiedlung der Muhacir

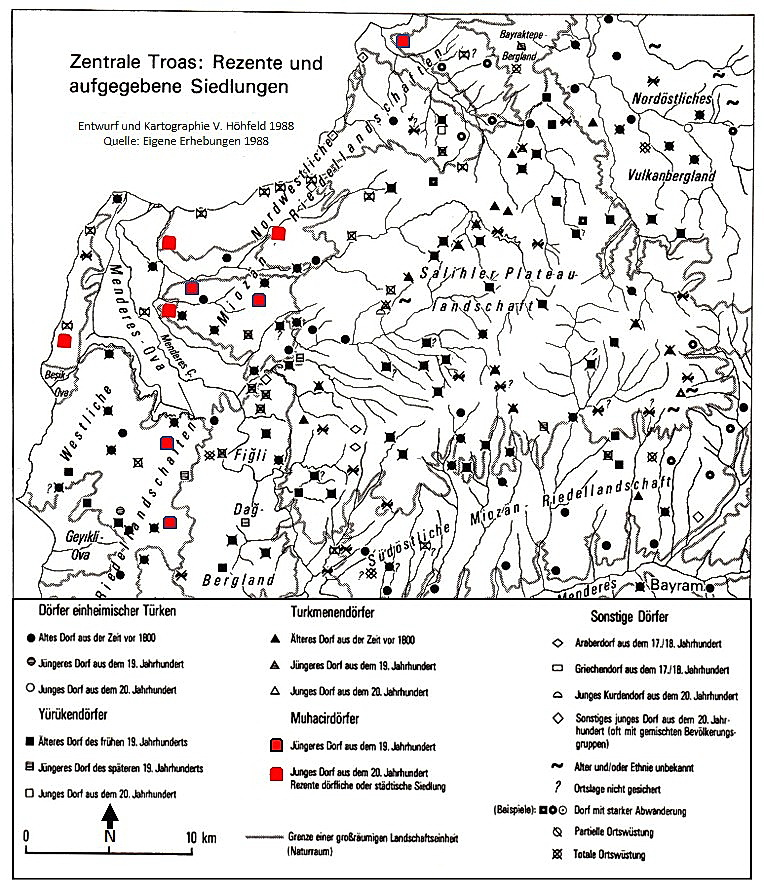
Die Abbildung zeigt die Lage der Muhacir-Siedlungen (in Rot) und der rezenten und aufgegebene ländlichen Siedlungen in der Troas.

Bis heute gibt es noch keine absolut exakten Angaben über die Siedlungsgebiete der Muhacir in der Türkei. Die meisten Ergebnisse stammen aus oft zufälligen wissenschaftlichen Einzeluntersuchungen. Einen sehr brauchbaren Eindruck vermittelt die vergleichsweise aktuelle und partiell auch detaillierte TAVO-Karte über ethnischen Minderheiten im ländlichen Raum der Ost-Türkei von Peter Andrews, die allerdings auch nicht den Anspruch auf Vollständigkeit erhebt. Verständlich ist, dass den Rücksiedlern in erster Linie Siedlungsplätze zugewiesen wurden, die, falls überhaupt vorher besiedelt, von ihren ehemaligen Bewohnern verlassen worden waren. Als Folge der Pestepidemie zwischen 1700 und 1850, aufgrund des Armenier-Exodus, des Ersten Weltkrieges, des griechisch-türkischen Bevölkerungsaustausches und verschiedener Kurdenaufstände lagen in weiten Gebieten Anatoliens viele Orte, bisweilen ganze Landstriche verlassen. So gibt es unter anderem in der Troas diverse Beispiele von Muhacirdörfern auf oder neben wüsten, einstigen Griechendörfern. Und als im Rahmen des türkisch-griechischen Bevölkerungsaustausches (1913, 1923–34, Anfang der 1950er Jahre) mehrfache Umsiedlungsprozesse stattfanden, waren auch Großdörfer im Latmos und Latmos-Vorland (Beşparmak Dağları) davon betroffen. Erinnert sei nur an die dort ehemals griechisch geprägten Dörfer Mersinet, Bafa, Azap, Karakilise, Mendelia oder Hıristiyanbağı (Christenweinberg), die mit dem Bevölkerungsaustausch auch neue Ortsnamen (Pınarcık, Çamiçi, Yeşilköy, Akmescit, Selimiye oder Bağarası) erhielten. Somit ist der Übergang zur modernen Türkei seit der Wende zum 20. Jahrhundert gekennzeichnet durch eine Wiederbesiedlung verlassener Orte durch politische Rückwanderer.
Der größte Teil des Bevölkerungsaustauschs im Zusammenhang mit dem Vertrag von Lausanne fand in den Jahren 1923–1924 statt, aber in wenigen verbleibenden Fällen wurde die Zwangsmigration bis zum Griechisch-Türkischen Freundschaftsabkommen von 1930 (Verhandlungen, die 1930 mit der Unterzeichnung des Freundschaftsabkommens durch Eleftherios Venizelos und Ismet Inönü endeten) fortgesetzt und hatte für etwa 20 Jahre eine schwere Krise sowohl in der türkischen als auch in der griechischen Wirtschaft verursacht. Damals hatten die türkischen Behörden einen Masterplan für eine möglichst gleichmäßige Verteilung der Muhacir in Anatolien und Ostthrakien entwickelt. Das kurdisch geprägte Ostanatolien wurde „aus Sicherheitsgründen“ weitgehend ausgespart. Wegen der Möglichkeit, dass Flüchtlinge, die sich in den Grenz-Provinzen, insbesondere in Erzurum, niederlassen würden, um künftig nach Russland zurückkehren zu können, hatte Russland damals gefordert, dass die Auswanderer in Regionen weit entfernt von der russischen Grenze, im Süden Anatoliens und sogar in der syrischen Region angesiedelt werden sollten. Obwohl die Umsiedlung der Einwanderer in die nahe gelegenen Regionen Ostanatoliens einfacher und kostengünstiger gewesen wäre, berücksichtigte der Osmanische Staat die Forderung Russlands, zumal bereits 1889 nach dem letzten Russisch-Türkischen Krieg eine Konvention zwischen Russland und dem Osmanischen Reich geschlossen worden war, wonach keine Flüchtlinge in die Regionen östlich von Sivas angesiedelt werden sollten. England dagegen wollte, dass die Einwanderer als eine Art Pufferzone in Nordost- und Ostanatolien angesiedelt wurden, beginnend an der Schwarzmeerküste, die geografisch und kulturell ihrem Heimatland ähnlich war und sich bis nach Erzurum erstreckte, um Anatolien im Bedarfsfall gegen einen weiteren möglichen russischen Vormarsch zu schützen.
Flüchtlinge sollten dort angesiedelt werden, wo die Bedingungen denen ihrer früheren Heimat ähnelten und wo sie ihre Fähigkeiten anwenden konnten. Für den Unterhalt der Muhacir-Familien kam die Regierung in der Regel zwei Monate auf und stellte ihnen ihre Lebensgrundlage: Garten, Ackerland und Bienenstöcke, vorausgesetzt, dass sie sich an dem für sie vorgesehenen Ort niederließen. Natürlich war eine Niederlassung nur dann möglich, wenn dafür ausreichend Land zur Verfügung stand. So konnte in der Çukurova im Landkreis Ceyhan, wo der Staat genug Land (Devlet arazisi) besaß und heute noch besitzt, den Zuwanderern Land für Wohn- und Ackerflächen problemlos zugewiesen werden. Offenbar wurden dabei Plätze, an denen man Wasser fand, von den Einwanderern trotz Versumpfung bevorzugt. Auch die Bodengüte und die Bewässerungsmöglichkeiten spielten bei der Wahl des neuen Siedlungsplatzes eine Rolle. So wurde von den heute insgesamt 79 Dörfern des Landkreises Ceyhan etwa die Hälfte von Muhacir angelegt und besiedelt. Über konkrete Maßnahmen zur Unterbringung der Muhacir von Seiten des Staates ist wenig bekannt. Die Verluste von Menschen auf der Flucht und in den provisorischen Auffanglagern (meist alte „Karawansereien“ in den Hafenstädten) waren fraglos hoch. Die ersten Einwandererwellen wurden offenbar vergleichsweise kaum betreut. Sie wurden bestimmten Provinzen zugewiesen, wo Komitees die Zuteilung von Staatsland vornahmen, deren Bemühungen aber offenbar selten über die Zuweisung eines Siedlungsplatzes hinausgingen. Um dabei Konflikte mit bereits bestehenden einheimischen Siedlungen zu vermeiden, wurde Land möglichst von diesen entfernt zugeteilt. Bei der Wiederbesiedlung offenbarte sich mit jedem neuen Flüchtlingsstrom allerdings auch ein zunehmender Mangel verfügbarer Ackerflächen bei der Landzuweisung, was Differenzen mit alteingesessenen Dörflern brachte, die Gemarkungsteile abtreten mussten. Trotz manch auffälligen Gemeinsamkeiten vieler Muhacir-Siedlungen betreffend Haustyp, Ortsgrundriss und/oder Flursystemen, die sich nur mit der Einflussnahme von Regierungsseite erklären lassen, scheinen die Schritte der Ansiedlung trotz aller staatlichen Vorschriften weitgehend den Muhacir selbst überlassen geblieben zu sein. Nicht selten bekamen die Flüchtlinge Plätze zugewiesen, wo sie anfangs beträchtliche Fehlschläge hinnehmen mussten, weil sie mit deren klimatischen und edaphischen Bedingungen nicht vertraut waren. Vor allem Malaria beeinträchtigte Ansiedlungen in den Ebenen Süd- und Westanatoliens besonders stark.
So hatte z. B. die Malaria in der Ebene des großen Mäander (Büyük Menderes) mit ihrer Wiederbesiedlung und agraren Erschließung (Drainage) vor allem durch muslimische politische Rückwanderer aus verlorenen osmanischen Reichsgebieten in Südosteuropa seit Mitte des 19. Jahrhunderts in den neuen Siedlungen die Landbevölkerung deutlich dezimiert, so auch im Dorf Azapköy. Erst mit Bannung der Malaria-Gefahr und Rückgang der hohen Sterberaten nach 1946 war der Ort in Yeşilköy (Gründorf) umbenannt worden. Der größte Teil der Muhacir-Ansiedlungen dort und auch in der Çukurova war gekennzeichnet von Misserfolgen: Nach dem verlorenen Krimkrieg (1853–1856) waren Nogai-Tartaren, Muslime aus Südrussland, vom Staat im Landkreis Ceyhan und Yumurtalık Ländereien mit 2500 Gehöften an beiden Ceyhan-Ufern zur Ansiedlung zugewiesen worden. Davon sind infolge der Malaria, des feuchten Klimas und des schlechten Wassers nur etwa 50 bis 60 Gehöfte übriggeblieben. Nach dem russisch-türkischen Krieg (1877–1878) hatten sich tscherkessische Kaukasus-Türken ebenfalls in der Çukurova in einigen Dörfern des Amtsbezirkes Ceyhan niedergelassen. Auch sie sind später, ebenso wie die Nogaier, aus den gleichen Gründen fast ausgestorben. Vergleichbares gilt für die Ebene des Skamander vor den Toren von Troia, wo neben der Pest die Malaria noch weit bis ins 20. Jahrhundert einen gravierenden Beitrag zur Veränderung des Siedlungs- und Landschaftsbildes in der Troas geleistet hat, die besonders Ansiedlungen der Muhacir bei der Drainage der troadischen Sumpfgebiete betraf.
Derartige Probleme begleiteten alle großen Kolonisationswellen der Muhacir von Anfang an, selbst die ganz frühen, obwohl damals noch vergleichsweise viel potentielles Siedlungsland vorhanden war und die Muhacir in früheren Einwanderungswellen des 18. und 19. Jahrhunderts eher bevölkerungsarme Regionen und Lücken im Siedlungsgefüge nutzen konnten: In peripheren Lagen, in seit dem 16. Jahrhundert versteppten Hochlandbereichen oder versumpften Binnenbecken und Küstenebenen, wo nicht nur Malaria drohte, sondern wo man auch leicht mit Nomaden (Sommerweiden bzw. Winterquartiere) in Konflikte geraten konnte.

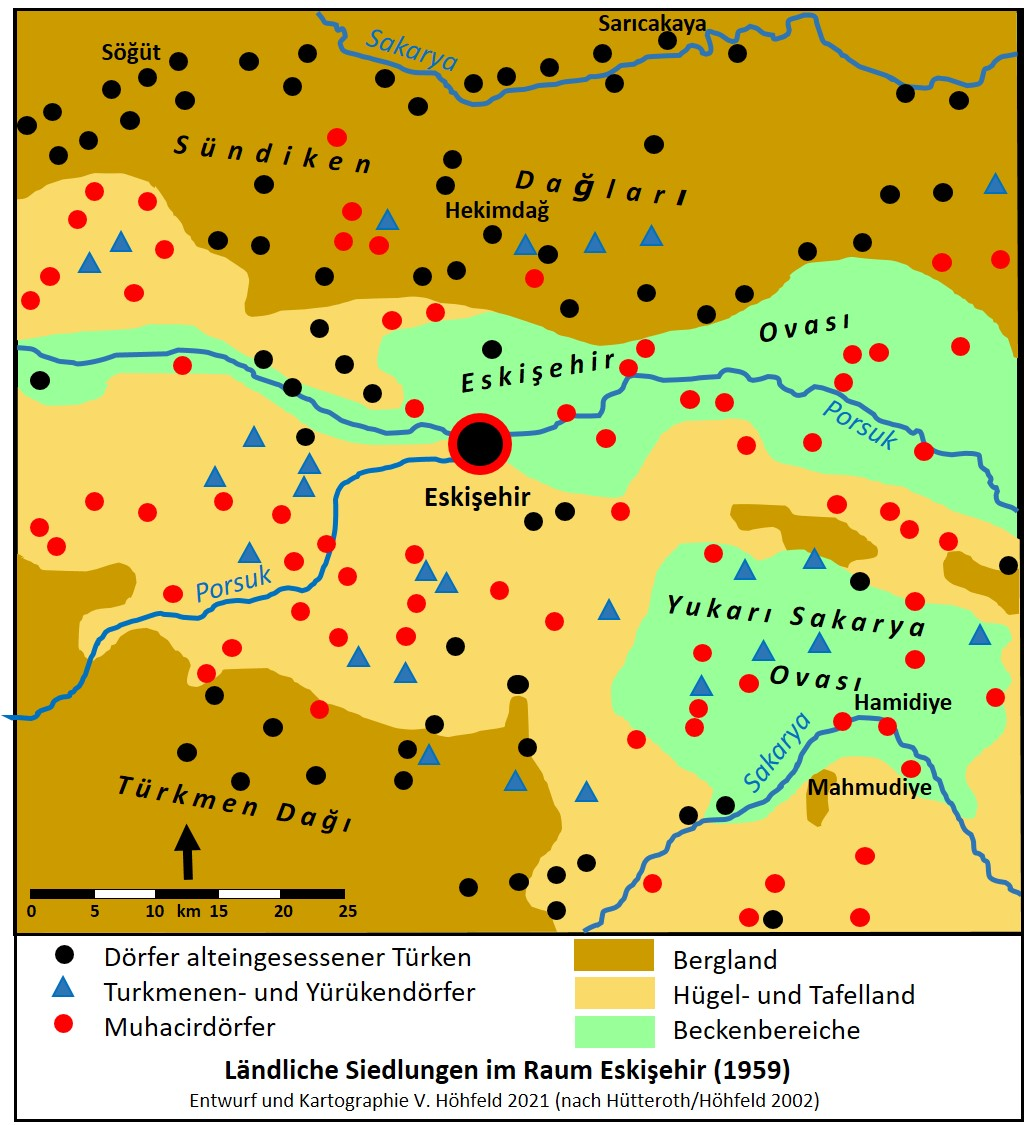
Die Karte zeigt die Verteilung der Muhacir-Siedlungen in den flachen Senken sowie den Tafel- und Hügelländern am oberen Sakarya und am Porsuk um die Stadt Eskişehir Ende der 1950er Jahre.

Wichtige potentielle Siedlungsgebiete für Muhacir boten somit unter Beachtung derartiger Prämissen u. a. die Ebenen Kilikiens (Çukurova) oder Pamphyliens (Ansiedlung von Tscherkessen, Balkan-Muhacir, Tschetschenen), die westanatolischen Gräben von Menderes oder Gediz (Ansiedlung von Balkan-Muhacir) und die Beckenreihen der Marmararegion (Ansiedlung von Tscherkessen, Balkan-Muhacir) von der Troas bis ins Becken von Düzce sowie die partiell noch dicht bewaldeten Mündungsdeltas von Yeşilırmak und Kızılırmak (Ansiedlung von Tscherkessen). Dazu zählten aber auch die flachhügeligen Mittelgebirgsteile z. B. des Samanlı Dağ, das Bergland von Susurluk oder westpontische Partien um Düzce und Adapazarı sowie die Hügellandbereiche Thrakiens (Ansiedlung von Balkan-Muhacir) und weite Partien des Antitaurus südlich der Uzun Yayla bzw. in den weiten, relativ dünn- oder unbesiedelten Hochflächen der Uzun Yayla selbst (Ansiedlung von Tscherkessen). Andere bevorzugte Siedlungsgebiete lagen im Zentrum der anatolischen Hochländer um den Tuz Gölü (Krim- und Nogai-Tataren), in den ebenen Steppensäumen von Lykaonien (Krimtataren, Tscherkessen, Balkan-Flüchtlinge), Pisidien (Balkan-Muhacir) und vor allem Phrygien mit ihren weiten und flachen Senken am oberen Sakarya (Balkan-Flüchtlinge) und am Porsuk (Tscherkessen, Krim- und Nogai-Tataren, Balkan-Muhacir), im Bogen des Kızılırmak und am Yeşilırmak (Albaner, Osseten, Tscherkessen, Balkan-Muhacir, Georgier). Vor allem Tataren fanden hier Bedingungen vor, die denen ihrer Herkunftsgebiete vergleichbar waren.
Bis zum Ersten Weltkrieg war Anatolien allerdings nicht das einzige Ziel der Muhacir. Viele von ihnen flohen, oft sogar für immer, in die zunächst noch osmanischen Gebiete, um bei einem zweiten Exodus beim endgültigen Zusammenbruch der osmanischen Macht nach Anatolien aufzubrechen. So nahm der balkanische Teil der Türkei, besonders bis 1878, zahlreiche vor dem russischen Druck Flüchtende auf, und die meisten Krimtataren und Nogaier hatten sich bereits in den stark turkisierten Gebieten der Dobrudscha und des Donautals niedergelassen, deren Kolonisierung sie vorantrieben. Andere siedelten zunächst auf den schon kultivierten Fluren der Bulgaren, die teilweise an ihrer Stelle auf russischem Territorium auf der Krim heimisch wurden, und zogen später von dort nach Anatolien.

## Wirken und Wohnen der Muhacir in der Türkei
Xavier de Planhol beurteilte den Einfluss der Muhacir auf das anatolische Mutterland und ihr Wirken dort nicht besonders anerkennend, wenn er vermerkt: „So haben die muhacir das anatolische Leben kaum wirklich positiv geprägt.“ . . . . „Die Muhacir wirkten vor allem durch ihre große Zahl und dadurch, dass sie dazu beitrugen, die am Ende des 19. Jahrhunderts noch leere Landkarte Anatoliens zu füllen.“ Tatsächlich war ihr Einfluss auf die ländlichen und nicht nur alltäglichen Strukturen Anatoliens jedoch in vielerlei Hinsicht durchaus bemerkenswert. Siedlungsgeographisch bedeutsam waren besonders die Einwanderungswellen zwischen etwa 1860 und dem Ersten Weltkrieg, denn ihr Anteil an der agrarischen Erschließung großer Landstriche und vor allem die Drainage der Becken- und Küstenebenen bleiben ein dauerhaftes Verdienst für die neuere wirtschaftliche Entwicklung der Türkei, auch wenn die Suche der Muhacir nach einer wirtschaftlichen Grundlage für manche Familien lang und mühsam war und viele, denen dies nicht gelang, in die Städte zogen und dort ein verelendetes Proletariat bildeten.
So kamen z. B. nach 1923 etwa 1000 Türken aus Saloniki nach Karataş in der Çukurova. 1970 waren von diesen Einwanderern nur noch ca. 300 übriggeblieben; alle anderen waren nach und nach nach Adana gezogen. Auch von den Muhacir-Familien in den Çukurova-Dörfern Hinnaplıhüyük, Tapur (Konaklı), Sarımsak, Hayriye (Uğurkaya) und in Hasırağacı im Amtsbezirk Tuzla sind alle in die Stadt gezogen, weil der ihnen vom Staat zugeteilte Boden sandig und salzig war und für eine Existenz nicht ausreichte. Relativ selten sind Fälle, wo eine Muhacirsiedlung sich bis zur Kreisstadt weiterentwickelte. Immerhin sind aber Çumra, Eşme, Ceyhan und Pınarbaşı aus derartigen Flüchtlingssiedlungen hervorgegangen, mit denen sie ein regelmäßiges Grundrissschema gemein haben. Wenn Muhacir auf schon bestehenden Siedlungen verteilt wurden, so hing dies einerseits zusammen mit dem Mangel an Boden, zum anderen beabsichtigte man damit eine schnellere Assimilation der Einwanderer. So finden sich die Bulgarienflüchtlinge von 1952 in diversen Dorfvierteln über Thrakien, Nordwest- und Zentralanatolien verstreut. Fraglos bemühte sich die osmanische Regierung, Muhacir möglichst nur dort anzusiedeln, wo es z. B. keine Winterweideplätze von mächtigeren Stammesverbänden gab. Damit sollte die Gefahr einer bewaffneten Auseinandersetzung zwischen den Nomaden oder bereits angesiedelten Ostanatoliern (Şarklı) einerseits und den Muhacir andererseits verhindert werden. So wurden die Einwanderer in der Çukurova z. B. möglichst an der Peripherie der Winterweidegebiete der oberen Ebene angesiedelt, und zwar jeweils da, wo noch geeignetes Land randlich zu bereits von Dörfern erschlossenen Flächen vorhanden war.
Manche der ersten landwirtschaftlichen Ansätze endeten erfolglos, wenn nicht sogar katastrophal, weil es in der Türkei im ausgehenden 19. Jahrhundert oft noch an technischen Voraussetzungen fehlte: Nicht wenige Muhacir versuchten sich in den feuchten Ebenen mit unangepassten Wirtschaftsweisen, die sie aus ihrem Herkunftsgebiet mitgebracht hatten, z. B. in Ziegenzucht und Olivenkultivierung. Weizensaaten verfaulten in sumpfigen Böden, so dass man auf magere anpassungsfähige Hirsesorten zurückgreifen oder sich auf Melonenzucht umorientieren musste, wovon man auch nichts verstand. Oft war man kein Landwirt gewesen und stand plötzlich vor dem Problem der Feldbestellung. Mancher makedonische Tabakbauer versuchte vergeblich, sich auf Rebkulturen umzustellen, und die Weinproduktion, von den christlichen Griechen hinterlassen, musste zunächst mit Hilfe ausländischer Fachleute vom Staat übernommen werden. Auch Tscherkessen, die aus einem humiden, kühlen Waldland stammten und vielerorts ihre Pferdezucht weiter betrieben, hatten zunächst erhebliche Anpassungsschwierigkeiten. In späterer republikanischer Zeit wurden die Flüchtlinge auch nicht mehr in eigenen Dörfern angesiedelt, um eine schnellere Assimilation zu erreichen, wohl aber auch weil inzwischen der Platz dafür fehlte. Auch wenn die meisten von vornherein vorwiegend auf Ackerbau festgelegt waren und die Ansiedlungsbedingungen für viele Einwanderer in vielerlei Hinsicht ähnlich waren, so galt Erfolglosigkeit doch nicht generell:
Da die Ackerflächen größtenteils in Ebenen oder auf Plateaus und somit für mechanische Bearbeitung zugänglich lagen, konnten besonders Einwanderer vom Balkan, die fortschrittlichere Methoden des Ackerbaus bereits kannten, relativ früh die ersten technischen Innovationen (eiserner Pflug, Mähmaschine) anwenden. Krim- und Nogaitataren zeichneten sich so durch eine geschickte Anpassung an die Anbaubedingungen Zentralanatoliens aus. In den zunächst nur dünn besiedelten Regionen stand ihnen zudem eine nicht unbeträchtliche agrarische Basis zur Verfügung: Im Durchschnitt erhielt jeder Flüchtling etwa 5–6 ha, d. h. oft 25–30 ha je Familie. Da die Emigranten die Erlaubnis erhielten, alles zwischen den Dörfern der Einheimischen liegende unkultivierte Land wirtschaftlich urbar zu machen, konnten sie ihre Agrarflächen rasch vergrößern. Emigranten, die über zahlreichere Arbeitskräfte und mehr Mittel zur Kultivierung verfügten, schufen dadurch allerdings in ihren Dörfern von Anfang an eine scharfe soziale Schichtung und Ungleichheiten in der Bodenverteilung. Andererseits waren diese Fluren fast immer von geringerer Qualität, schwierig trocken zu legen oder karge, steinige Böden auf Schotterterrassen, „kır memleket“ (graues Land, Steppenland), die höher lagen als die altbäuerlich genutzten alluvialen Talauen. So wurden diejenigen Muhacir, die aus Gegenden stammten, die insgesamt stärker entwickelt und fortschrittlicher waren als der Durchschnitt Anatoliens, in der neuen Türkei Vorbilder und Katalysatoren des Fortschritts.

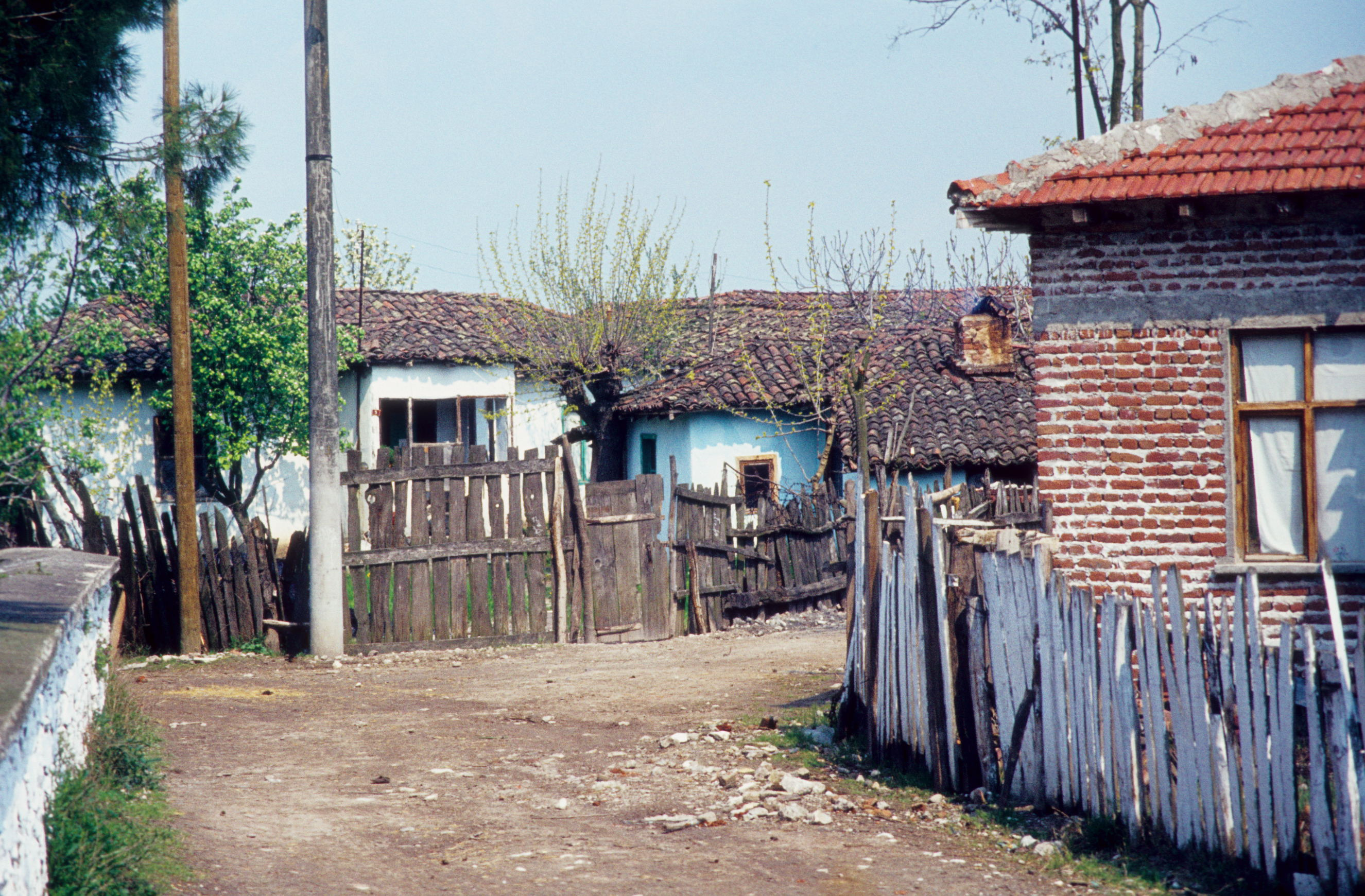
Bereits in der Zeit nach dem Ersten Weltkrieg wurden fast alle Muhacirdörfer, wie hier in Manyas, als relativ gepflegt und sauber beschrieben.

Vielfach waren die Hausformen aus den Herkunftsländern nach Anatolien übertragen worden, und bereits in der Zeit nach dem Ersten Weltkrieg wurden fast alle Muhacirdörfer als relativ gepflegt und sauber beschrieben. Die Türkei hatte mit diesen Einwanderern offenbar ein Bevölkerungspotential gewonnen, das politisch loyal zum Staat stand und gegenüber Neuerungen relativ aufgeschlossen war. Die Verteilung auf viele einzelne Siedlungsgebiete im Land hatte zudem die Entstehung isolierter Sprachinseln, wie bei den Kurden in Ostanatolien, verhindert. Die gewünschte Assimilation allerdings dauerte oft mehrere Generationen, sodass erhoffte Innovationseffekte nur begrenzt eintraten. Zunächst hielt man die Muttersprache wohl für weniger wichtig bzw. glaubte bei den Neusiedlern mit nicht-türkischer Muttersprache an eine rasche Akzeptanz des Türkischen. Allerdings verband man bei der Staatsgründung der modernen Türkei die Idee, wer Türke sei, oft stärker mit traditionellen Vorstellungen, als eingestanden wird: Türke war und ist ein sunnitischer Muslim, der sich zur Türkei (früher dem Osmanischen Reich, später zur Republik) bekannte. Die Mehrzahl der Muhacir dürfte wohl die Bereitschaft zum Gebrauch der türkischen Sprache mit der Übersiedlung in die Türkei eingeschlossen haben.

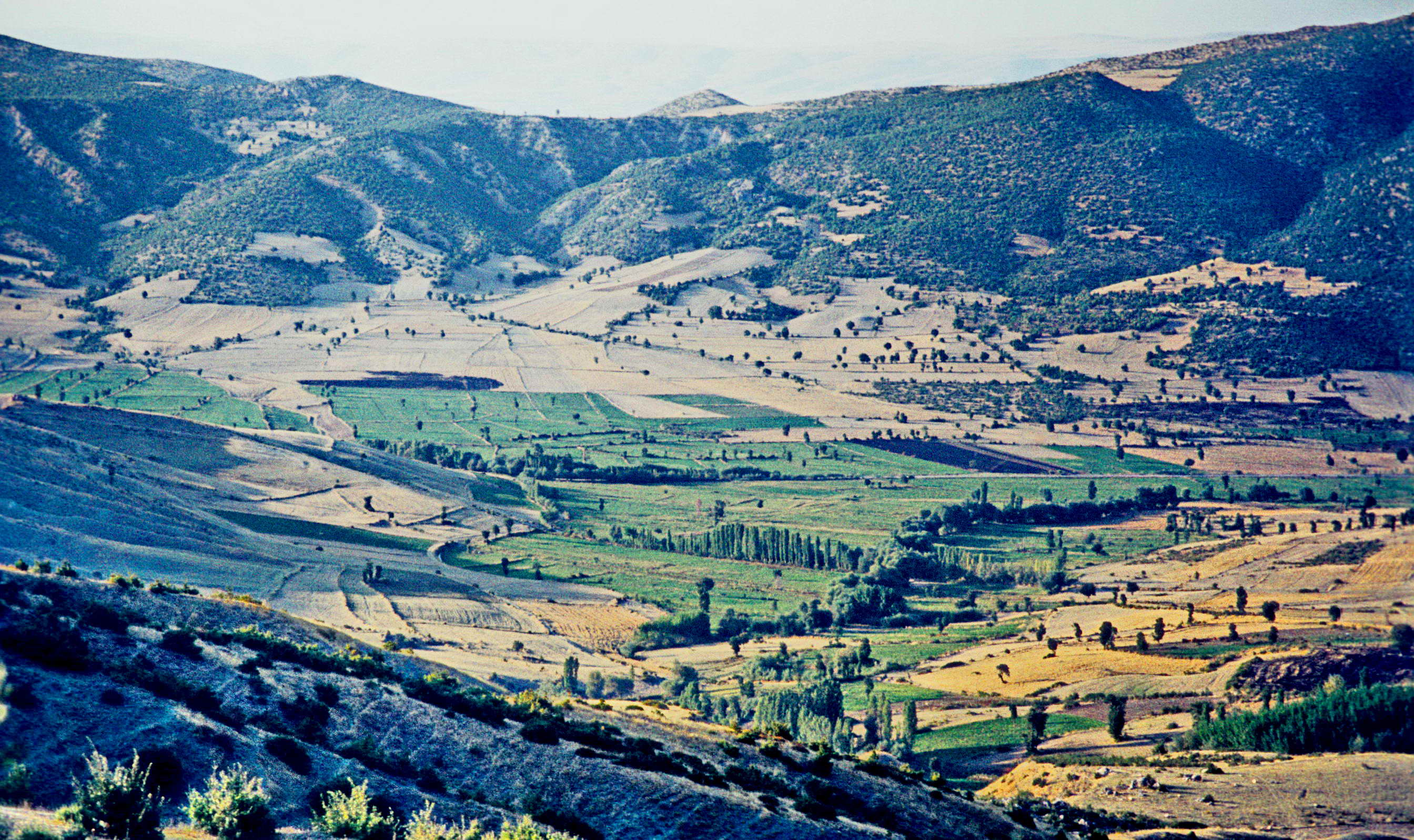
Typisch für die ältere anatolische Flureinteilung im Altsiedelland ist die unregelmäßige Blockflur, die durch Realerbteilung oft stark zersplittert ist.

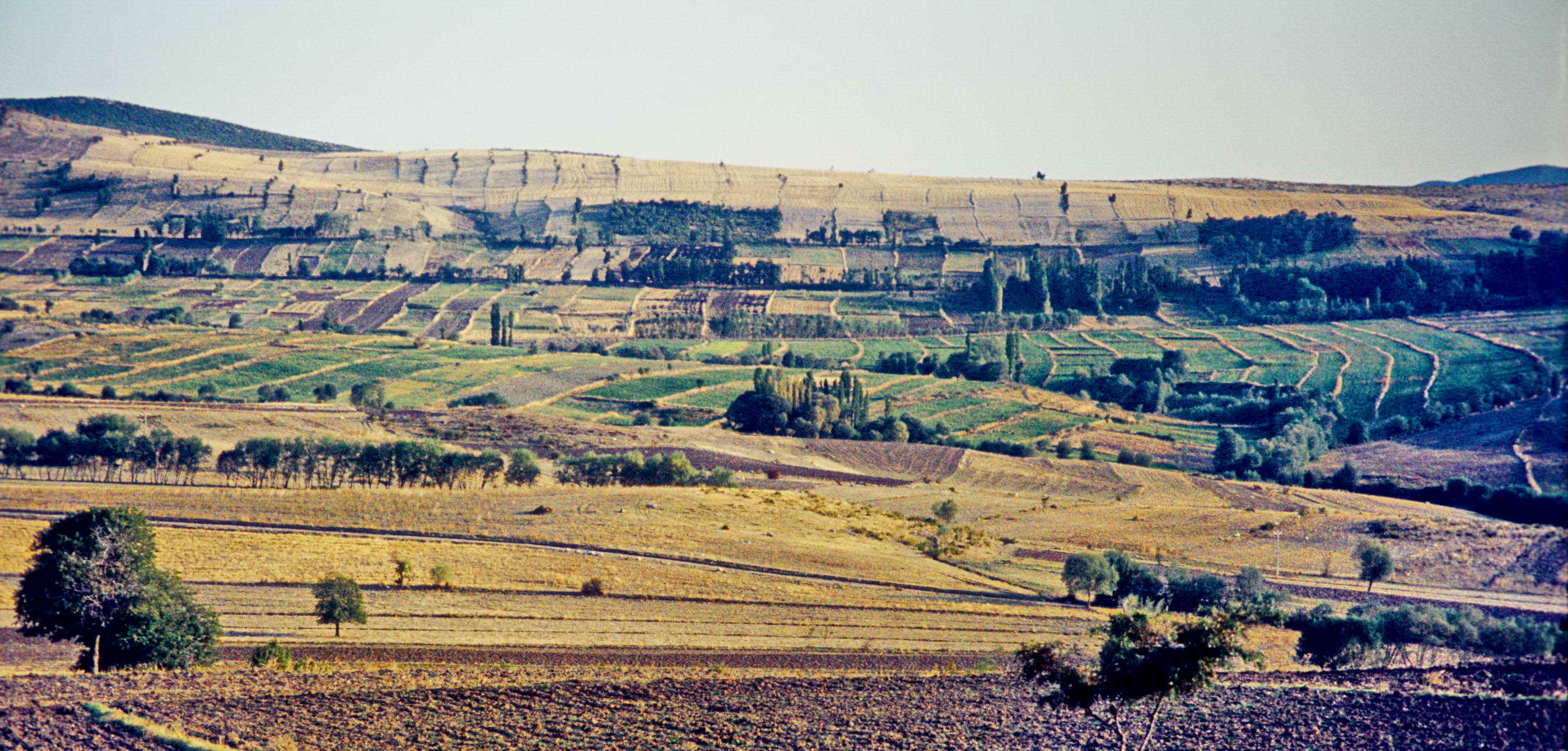
Die Feldflur von Başpınar bei Terziköy (Provinz Amasya, Türkei) zeigt die typische Streifenflur einer Muhacir-Ansiedlung.

Auffällig ist häufig bis heute die Gestaltung von Dorf und Flur der Muhacir: In Anatolien ist traditionell ungeregelter Ortsgrundriss und unregelmäßige Flur fast überall typisch – außer bei jungen Muhacir-Plansiedlungen. Die Landnahme durch Rücksiedler zwischen 1860 und dem Ersten Weltkrieg hatte offenbar eine Landaufteilung „auf einen Schlag“ gefordert, bei der genossenschaftliche Prinzipien angewendet wurden, und wenn technische Hilfsmittel und ausgebildete Landmesser fehlten, war eine Streifeneinteilung des Ackerlandes am leichtesten zu bewerkstelligen. Diese Regelmäßigkeit zur Zeit der Landnahme hatte zumeist aber keinen langen Bestand und fiel später häufig der üblichen Tendenz zu individueller Umgestaltung zum Opfer. Zusätzlicher Landbedarf und Realerbteilung veränderten die anfängliche streifige Flur, und spätere individuelle Expansion schuf zusätzliche unregelmäßige Blockparzellen. Familien wuchsen unterschiedlich stark, Arbeitsbedingungen ließen Familien aufgeben, deren Land sich die Verbliebenen teilten. Als Resultat finden wir, wenn auch inzwischen vielfältig zersplittert, bei vielen Muhacir-Dörfern einen langstreifigen Flurkern auf den relativ guten Böden.

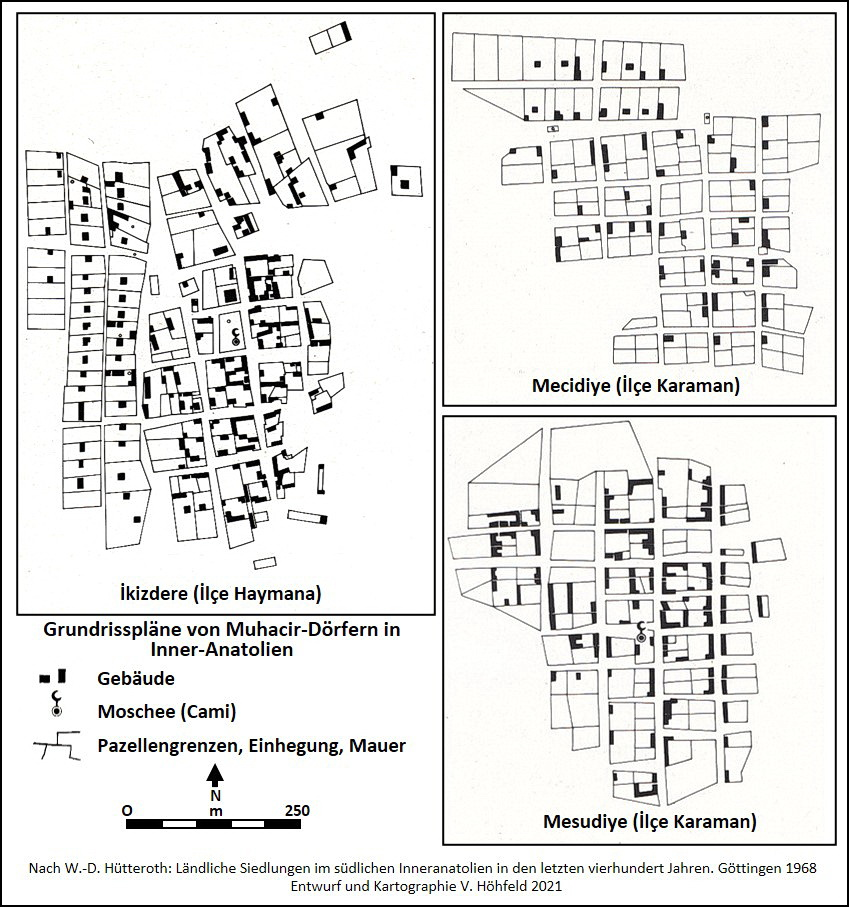
Die drei Grundrisspläne zeigen typische Regelanlagen von Muhacirdörfern in Zentralanatolien (Stand 1960er Jahre im weiteren Umfeld von Konya): In Mecidiye und Mesudiye (beide rechts) ist das regelmäßige Anlage-Muster noch deutlich zu erkennen, in İkizdere (İkizce) ist der östliche Ortsteil im Gegensatz zum westlichen bereits stark individuell überprägt.

Ähnliches gilt auch für die Siedlungen. Völlig abweichend von der anatolischen Tradition der ungeregelten Ortsgrundrisse erscheinen Muhacir-Dörfer mit ihren auffallend regelmäßigen, oft schachbrettartigen Grundrissen, die seit der zweiten Hälfte des 19. Jhs. angelegt wurden. Später wurden Hofgrundstücke zu den Straßen hin erweitert, Anbauten unregelmäßig zugefügt oder rechtwinklige Nebenstraßen einfach überbaut, sodass auch der schematische Grundriss mit der Zeit stark modifiziert wurde. Da Urkunden über die Modalitäten der Landzuweisung bislang nicht bekannt sind, ist unklar, auf wessen Initiative dieser geregelte Typ zurückgeht. Nach Aussagen der Bevölkerung wurde den Vorfahren zwar das Siedlungsgebiet zugewiesen, die individuelle Landaufteilung jedoch wurde in eigener Regie durchgeführt. Die Einführung dieser Regelform hat in der Türkei keine älteren Vorbilder. Andererseits ist der Schachbrett-Grundriss nicht nur in Anatolien verbreitet, sondern auch in anderen Teilen des einstigen Osmanischen Reiches. So wurden im 19. Jh. in Südungarn (Banat, Batschka), in der Walachei und in der Südukraine derartige Planformen fast ausschließlich verwendet. Es ist somit sehr wahrscheinlich, dass osmanische Beamte und Offiziere dieses Siedlungsmuster über die damalige Militärgrenze hinweg dort kennen gelernt haben. Der Schachbrett-Grundriss anatolischer Muhacir-Dörfer des späten 19. Jhs. bekundet demnach einen Kolonisationsmodus, der in Österreich-Ungarn und in Russland des 18. Jhs. entwickelt worden war.

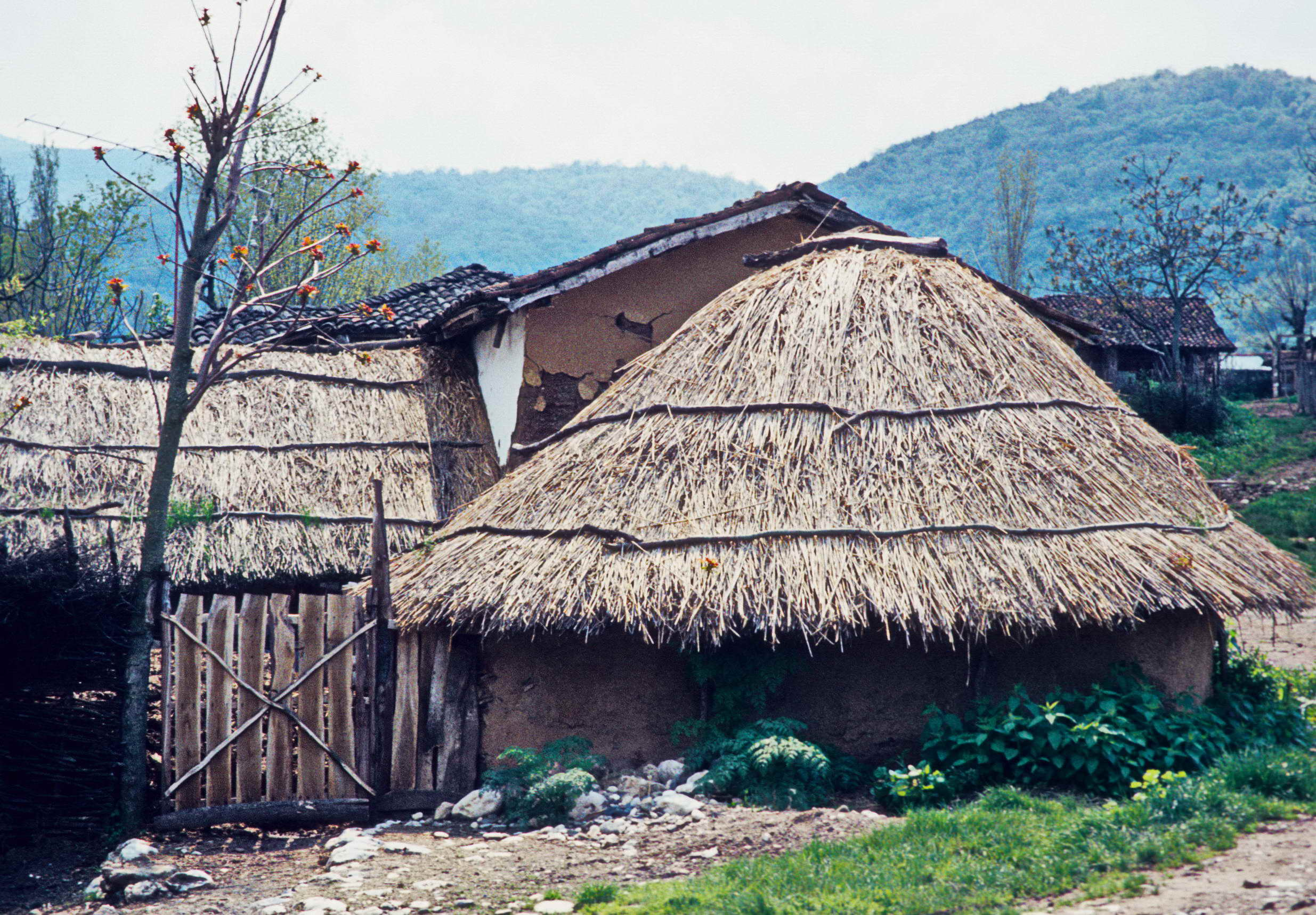
Ältere locker angeordnete Häuser von Emigranten in Eski Manyas (Soğuksu) waren noch 1984 partiell mit Stroh- oder Schilfdächern ausgestattet.

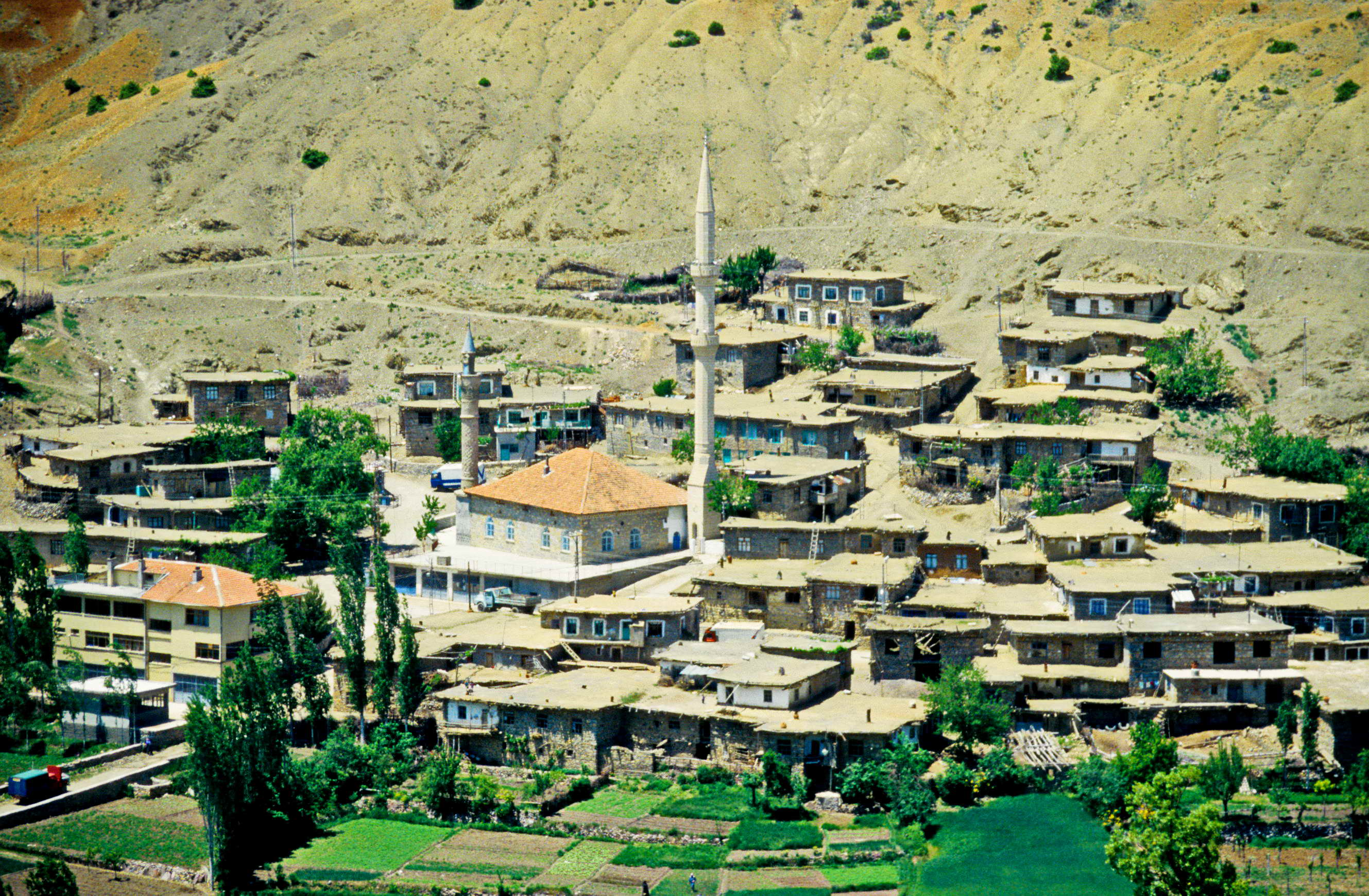
Im Gegensatz zu den locker angeordneten Häusern der meisten Emigrantendörfer sind die dicht gedrängten Dörfer mit Flachdächern in vielen Regionen Anatoliens als Siedlungen alteingesessener Einheimischer auch heute noch oft typisch und von Muhacirdörfern klar unterscheidbar.

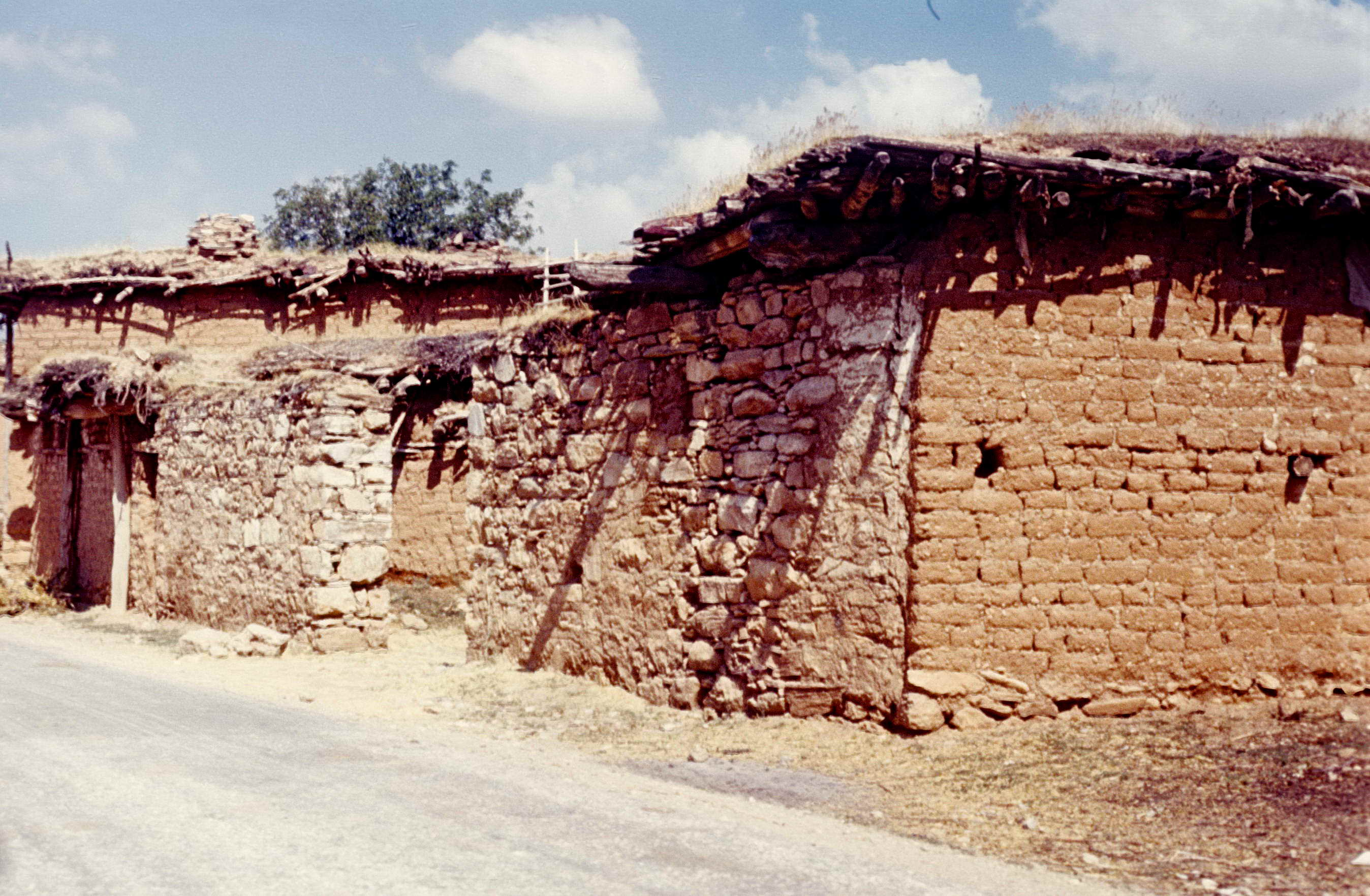
Die Muhacirgehöfte in Çumra (Provinz Konya, Türkei) wurden partiell noch aus Adobeziegeln und mit Flachdach errichtet.

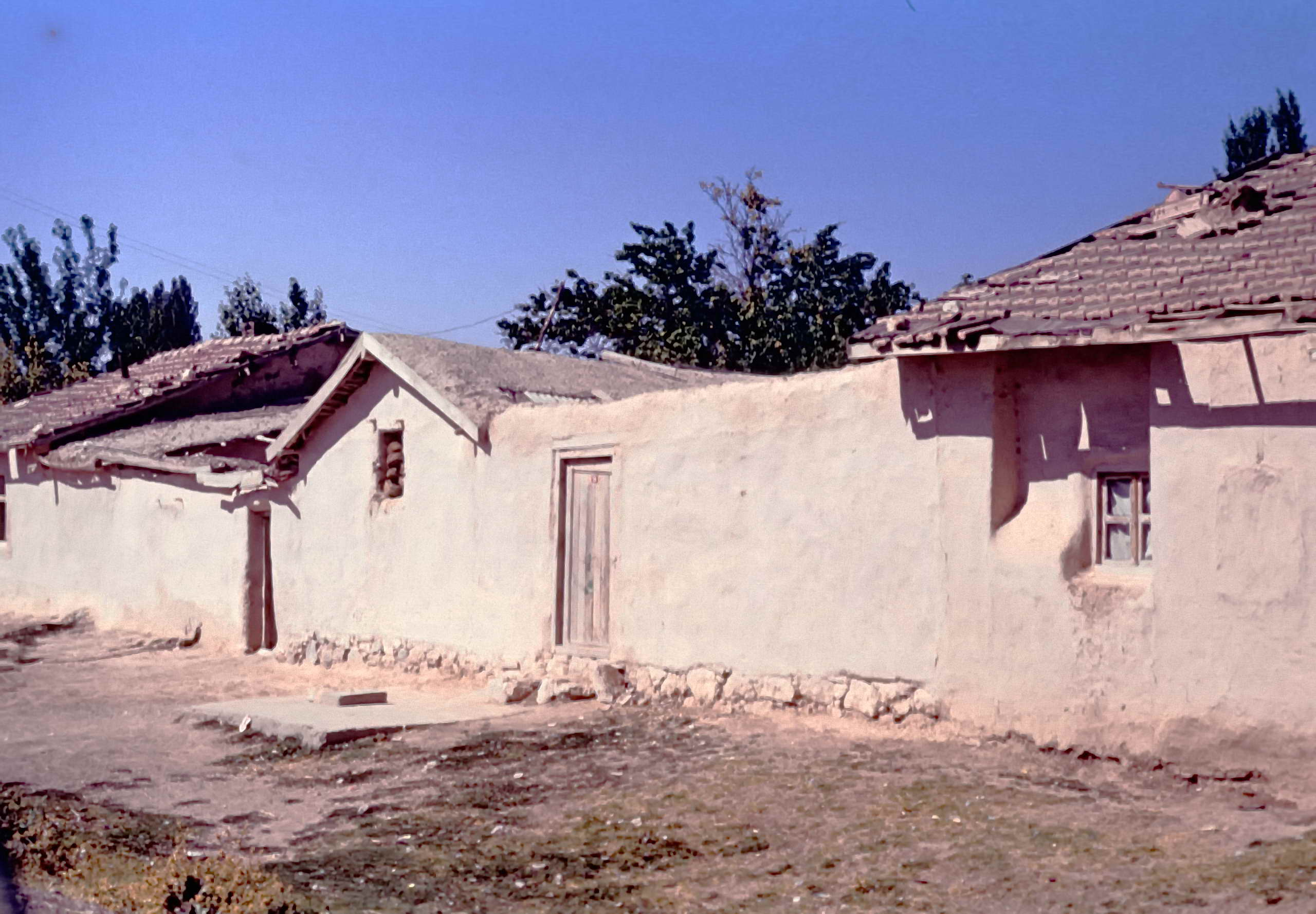
Jüngere Muhacirgehöfte in Çumra (Provinz Konya, Türkei) wurden zwar immer noch aus Adobeziegeln errichtet, die Dächer aber waren bereits ziegelbedeckte Satteldächer.

Erst seit der Ankunft der Flüchtlinge aus Kreta hatte der Staat den Muhacir ein genormtes Haus gestellt: Im Allgemeinen zwei Räume mit einem ausgebauten Schuppen aus Ziegelsteinen und mit Ziegeldach. In den Plateaulandschaften stachen diese Emigrantendörfer mit ihren locker angeordneten Häusern und mit ihren Stroh- oder Schilfdächern noch nach mehr als einem Jahrhundert stark von den dicht gedrängten Dörfern mit Flachdächern der Einheimischen ab; sie waren und sind zum Teil auch heute noch in der Steppe schon vom Weiten zu erkennen. In Phrygien revolutionierten die Zuwanderer die Baumaterialien. Den alten Steinhäusern des gebirgigen Phrygien und den Holzhäusern der Nomaden fügten sie Lehmhäuser aus Adobeziegeln hinzu, die sie aus den Ebenen des Balkans mitbrachten und die sich den versteppten Ebenen völlig anpassten. Das Ziegeldach breitete sich dort auf Kosten der alten Stroh- oder Flachdächer schneller aus als in den Dörfern der Einheimischen. Manche derartigen urbanen Gewohnheiten finden sich überall in der Lebensweise der Emigranten, was ihre einheimischen Nachbarn auch hervorheben und ihnen «şehir usulü» (städtische Manieren, urbaner Stil) nachsagen. Obwohl oft einfach lebend, erweckten sie doch den Eindruck höherer Lebensart und wurden anfangs von ihren Nachbarn auch mit Eifersucht betrachtet. Selbst am Backofen kann man die Dörfer der balkanischen Emigranten noch heute oft auf den ersten Blick erkennen. Im Unterschied zu dem dünnen Fladenbrot der Nomaden, das noch heute das Brot vieler anatolischer Bauern ist, machten sie im Backofen gebackenes Weißbrot bekannt und „salonfähig“. Sie besaßen Mobiliar, oft sogar Betten, während man in Anatolien auf abends auf dem Boden ausgebreiteten Matratzen schlief, die morgens in der Zimmerecke zusammengerollt wurden.

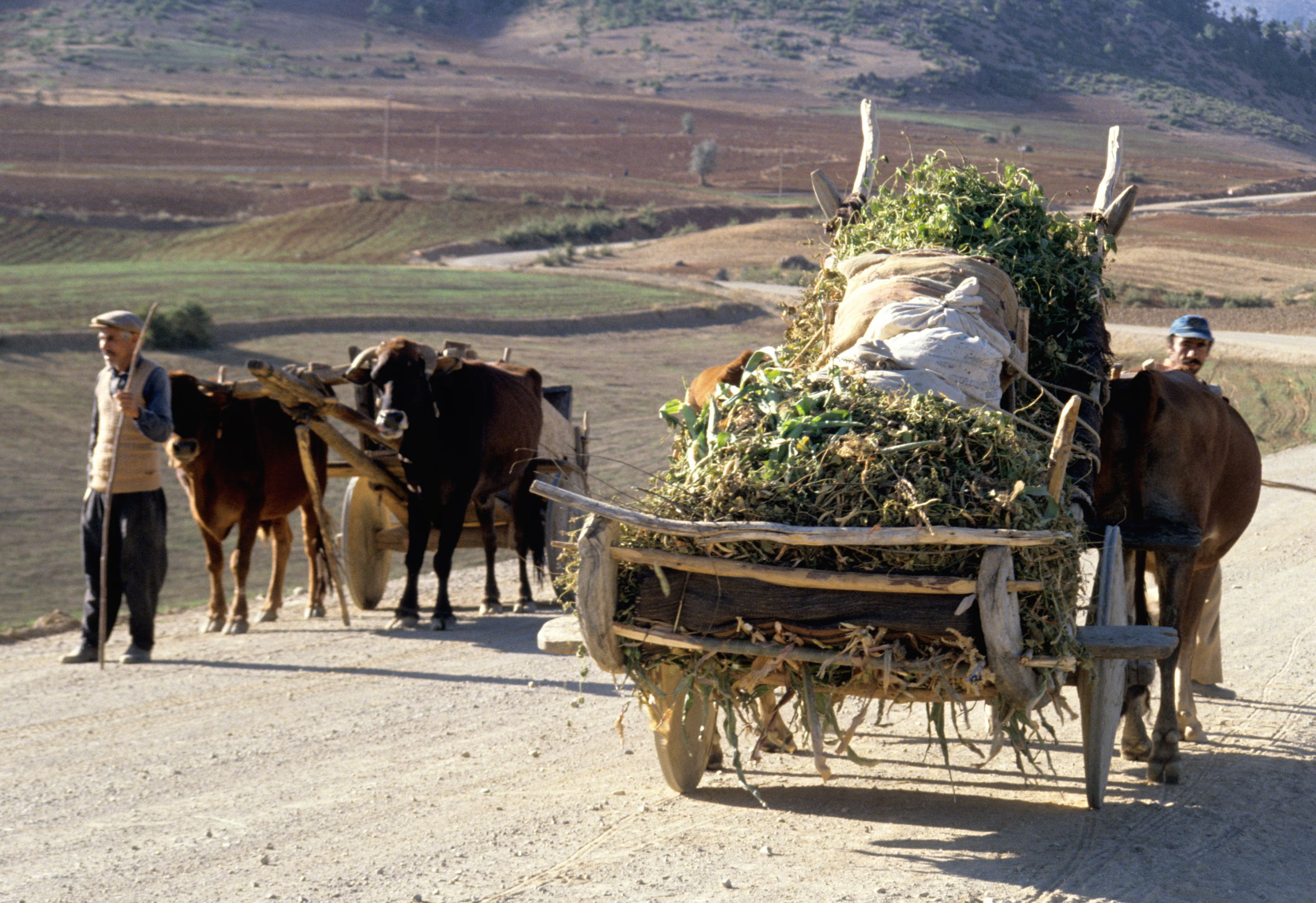
Noch 1998 war im Antitaurus bei Doğanbeyli (Landkreis Tufanbeyli, Provinz Adana) der ochsenbespannte Scheibenradwagen (kağnı) ein typisches traditionelles Transportmittel auf dem Lande.

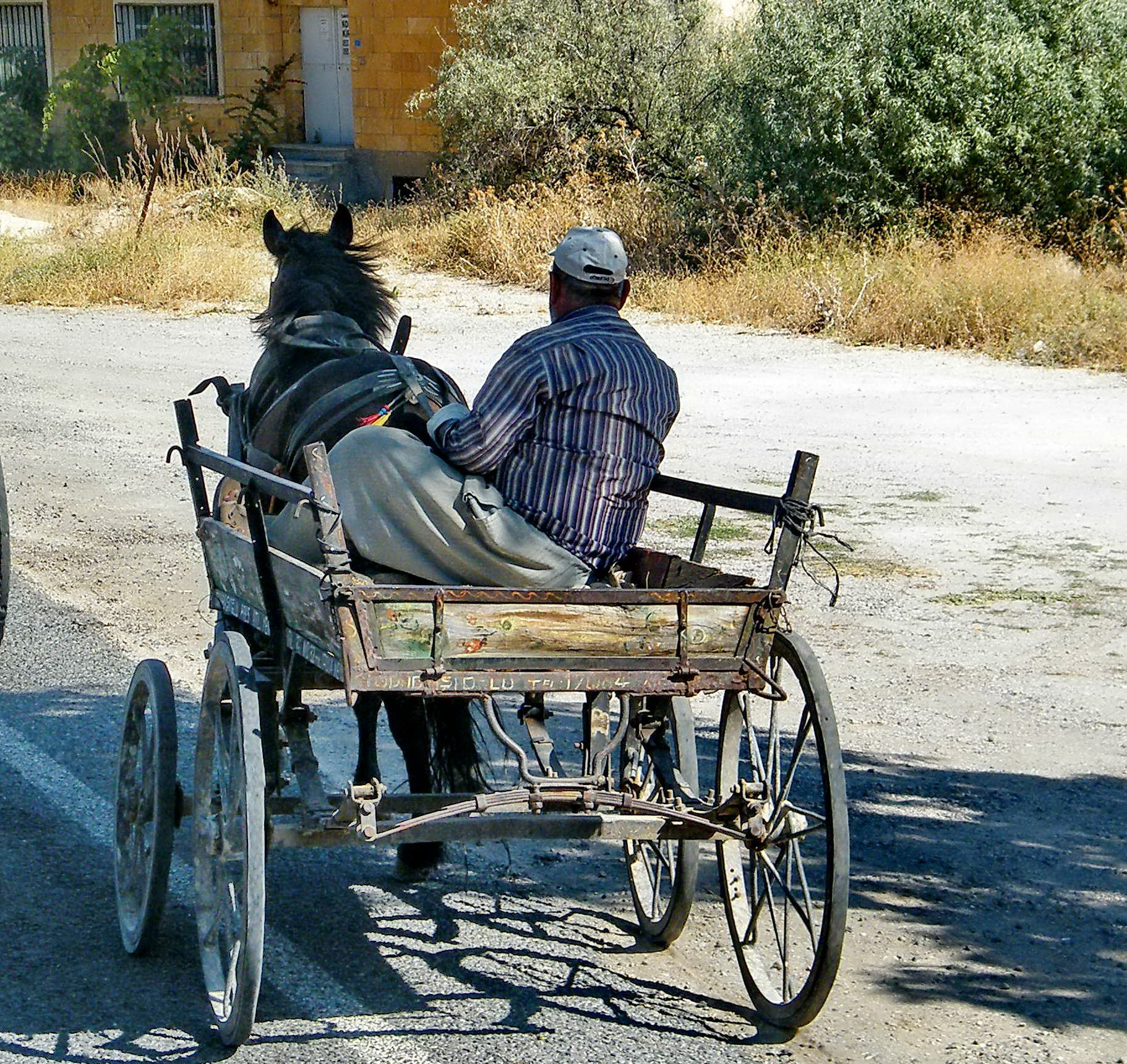
Das Pferdegespann des Tatar arabası (Tatarenwagen), ein vierrädriger Deichselwagen der Muhacir, hatte mit der Ansiedlung der Flüchtlinge bald die zentrale Steppe Anatoliens und alle befahrbaren Ebenen erobert.

Auch im ruralen Transportwesen übten Balkan-Muhacir bei ihrer Ankunft 1878–1889 nachhaltigen Einfluss aus. Damals war Anatolien noch im Wesentlichen ein Land der Tragtiere, und man kannte auf dem Lande allenfalls den kağnı, jenen schweren ochsenbespannten Scheibenradwagen (im Volkskund „anatolische Nachtigall“), während die vierrädrigen Deichselwagen (Tatar arabası, Tatarenwagen) der Emigranten bald die zentrale Steppe und alle befahrbaren Ebenen eroberten. Die früheren Muhacir hatten somit nicht nur ihre eigenen Siedlungstypen mitsamt ihrer Konzeption dörflicher Organisation mitgebracht, sondern auch manche hilfreiche Technik.